# 深圳地下鉄中車株機電車
深圳地下鉄中車株機電車（しんせんちかてつちゅうしゃしゅきでんしゃ）は、深圳地下鉄の11号線で運行されている地下鉄車両である。

## 概要
11号線の開業に備えて2015年に33編成(264両)が製造された。2018年現在、松岡車両基地に在籍している。本系列では普通車とビジネス車の2種類があり、それぞれ座席配置や車内設備が大きく異なっている。

### 車内

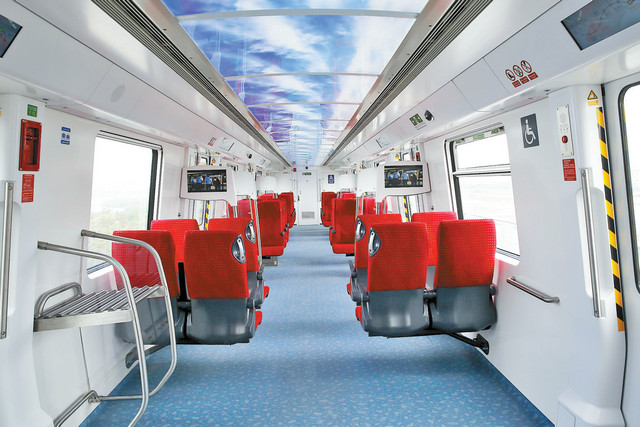
ビジネス車の車内

車内は白色を基調とし、ビジネス車には荷物棚が設けられている。座席は普通車がロングシート、ビジネス車は2人掛けのクロスシートである。ドアはプラグ式で、閉扉前と開閉時にドアチャイムが鳴る。
車両は防音構造となっており、車内での静粛性が高い。

### 走行機器
制御装置は株洲中車時代電気製のIGBT-VVVF、主電動機は中車株洲電機製のかご形三相誘導電動機を搭載している。